# Хворостян Віктор Васильович
Віктор Васильович Хворостян (1903, місто Царьов Астраханської губернії, тепер село Царьов Ленінського району Волгоградської області, Російська Федерація — 21 червня 1939, Бутирська в'язниця Москви) — радянський діяч органів держбезпеки, народний комісар внутрішніх справ Вірменської РСР. Входив до складу особливої трійки НКВС СРСР. Депутат Верховної Ради СРСР 1-го скликання (1937—1939).

## Біографія
Народився в родині поліцейського наглядача. У 1918 році закінчив чотирикласне міське училище в місті Царьові.
У грудні 1918 — липні 1919 року — переписувач Царьовського повітового фінансового відділу. У серпні — грудні 1919 року — писар Царьовського волосного виконавчого комітету.
Член РКП(б) з грудня 1919 року.
З січня по квітень 1920 року навчався на тримісячних партійних курсах в місті Царицині.
У травні — серпні 1920 року — голова і відповідальний секретар Царьовського волосного комітету комсомолу.
У серпні 1920 — жовтні 1921 року — рядовой, член бюро, секретар осередку РКП(б) ескадрону 2-ї кавалерійської дивізії РСЧА.
У жовтні 1921 — березні 1922 року — уповноважений особливого відділу ЧК 2-ї кавалерійської дивізії імені Блінова. У березні — серпні 1922 року — уповноважений особливого відділу ЧК 2-ї стрілецької Донської дивізії.
У серпні 1922 — жовтні 1924 року — уповноважений контррозвідувального відділу Повноважного представництва ОДПУ По Південному Сходу, учасник ліквідації повстанських загонів Андріанова і Кулика на Дону. У 1924 році закінчив вечірній робітничий факультет у місті Ростові-на-Ддону.
У жовтні 1924 — серпні 1925 року — відповідальний секретар осередку РКП(б) Повноважного представництва ОДПУ по Північному Кавказу. У 1925 році — уповноважений контррозвідувального відділу Кубанського окружного відділу ДПУ.
У серпні 1925 — січні 1927 року — курсант Вищої прикордонної школи ОДПУ в Москві.
У січні — лютому 1927 року — помічник начальника прикордонного загону ОДПУ з секретно-оперативної частини на Північному Кавказі.
У лютому — вересні 1927 року — начальник відділення Управління прикордонної охорони і військ ДПУ Повноважного представництва ОДПУ по Північно-Кавказькому краю. У вересні 1927 — березні 1928 року — помічник начальника Управління прикордонної охорони і військ ДПУ Повноважного представництва ОДПУ по Північно-Кавказькому краю. У березні — жовтні 1928 року — помічник начальника Управління прикордонної охорони і військ ДПУ Повноважного представництва ОДПУ по Північно-Кавказькому краю з оперативної частини. У листопаді 1928 — січні 1929 року — помічник начальника особливого відділу ОДПУ по Північно-Кавказькому військовому округу. У січні 1929 — лютому 1930 року — помічник начальника Управління прикордонної охорони і військ ДПУ Повноважного представництва ОДПУ по Північно-Кавказькому краю з оперативної частини. Одночасно у січні 1929 — лютому 1930 року — заступник начальника особливого відділу ОДПУ по Північно-Кавказькому військовому округу.
У березні — квітні 1930 року — 1-й секретарь секретно-оперативного управління ОДПУ СРСР.
У травні — вересні 1930 року — начальник контррозвідувального відділу Повноважного представництва ОДПУ по Середній Азії. У вересні 1930 — квітні 1931 року — помічник начальника особливого відділу Повноважного представництва ОДПУ по Середній Азії. У квітні — червні 1931 року — співробітник для особливих доручень особливого відділу ОДПУ СРСР.
У липні 1931 — липні 1934 року — начальник особливого відділу Повноважного представництва ОДПУ по Казахстану. У липні 1934 — січні 1937 року — начальник особливого відділу УДБ УНКВС по Казахській АРСР. У січні — березні 1937 року — начальник 5-го відділу УДБ НКВС по Казахській РСР. У березні — червні 1937 року — начальник 3-го відділу УДБ НКВС по Казахській РСР.
У червні — липні 1937 року — начальник 6-го відділу УДБ НКВС по Білоруській РСР. У липні — жовтні 1937 року — начальник дорожньо-транспортного відділу НКВС Білоруської залізниці.
20 жовтня 1937 — 28 лютого 1939 року — народний комісар внутрішніх справ Вірменської РСР. Входив до складу особливої трійки, створеної за наказом НКВС СРСР від 30 липня 1937 року, брав активну участь у сталінських репресіях.
Заарештований у лютому 1939 року, помер під час слідства в Бутирській в'язниці Москви. Не реабілітований.

## Звання
- капітан державної безпеки (7.04.1936)
- майор державної безпеки (9.11.1937)

## Нагороди
- орден Червоного Прапора (17.11.1934)
- орден Червоної Зірки (19.12.1937)
- знак «Почесний працівник ВЧК—ДПУ (V)» (1927)